# Metropolitan FA
El Metropolitan Football Academy o simplemente Metro, es un club de fútbol afiliado a la Federación Puertorriqueña de Fútbol, cuyo equipo superior compite en la Liga PR Pro y su academia participa en el Youth Soccer Tournament. Desarrollo, alto rendimiento y comunidad.

## Historia
Metropolitan Football Academy (MFA), nació en 2012 como el sueño de Jorge A. Silvetti, un apasionado del fútbol que decidió sembrar las semillas de una nueva visión para el deporte en Puerto Rico. Fundada como una organización sin fines de lucro y establecida en la comunidad del Reparto Metropolitano en San Juan, MFA no solo surgió para competir, sino para transformar vidas a través del fútbol.
Desde sus primeros días, Metropolitan fue mucho más que un equipo. Fue, y sigue siendo, una escuela de valores, carácter y crecimiento personal. En sus canchas no solo se enseña a dominar el balón, sino también a respetar, trabajar en equipo, y soñar en grande. De ahí que su lema no oficial, "Más que un club, una familia", se repita entre jugadores, padres, entrenadores y aficionados.
Con el tiempo, el esfuerzo rindió frutos. Metropolitan no tardó en consolidarse como uno de los clubes más exitosos del país, alzándose con campeonatos nacionales y dejando huella en competencias internacionales. Pero su mayor orgullo está en su cantera, donde entrenan actualmente unos 300 jóvenes entre 4 y 20 años. Muchos de ellos comenzaron desde pequeños y han crecido junto al club, encontrando en él oportunidades educativas, becas universitarias, visibilidad internacional, y sobre todo, una comunidad que los apoya en cada paso.
MFA ha llevado a sus jugadores a enfrentar clubes históricos como FC Barcelona, Real Madrid, Benfica, Boca Juniors, Racing Club y muchos más. Pero más allá de los resultados en la cancha, estas experiencias han sido viajes formativos que abren el mundo y amplían los horizontes de los jóvenes puertorriqueños, muchos de los cuales viajan por primera vez fuera del país gracias a la Academia.
El club también ha sido pionero en crear una atmósfera de inclusión y profesionalismo, logrando que las familias sientan orgullo y pertenencia, y generando una afición vibrante, conocida como la #MetroFamily. Gracias a esa conexión profunda con la comunidad, Metropolitan ha logrado mantenerse como un proyecto independiente, con identidad propia y una visión de largo plazo.
Hoy, más de una década después de su fundación, Metropolitan sigue construyendo, cancha por cancha, corazón por corazón, un camino que va mucho más allá del fútbol profesional. Es una plataforma de sueños, una estructura formativa y un símbolo de lo que se puede lograr cuando se cree en el talento local y se trabaja con pasión.

## Equipo Primera División
Metropolitan FA es uno de los clubes más exitosos y consistentes del fútbol puertorriqueño. Actualmente compite en la Liga PR Pro, la principal liga profesional del país, establecida en 2025, y donde Metropolitan forma parte como club fundador.
Desde 2016, su equipo superior ha disputado un total de nueve finales nacionales, logrando cinco campeonatos y cuatro subcampeonatos, consolidándose como una potencia del fútbol boricua. Sus títulos han llegado en los siguientes torneos:
Puerto Rico Soccer League (PRSL): Campeones 2016
Liga Puerto Rico: Campeones 2018–19, 2022, Apertura 2022–23, Clausura 2022–23; Subcampeones 2021, Clausura 2024
Gracias a este dominio local, Metropolitan ha representado a Puerto Rico en competencias internacionales bajo la CONCACAF y la CFU:
Caribbean Club Championship 2021: Tercer lugar
Liga Concacaf (SCL) 2021: Enfrentamiento frente al FC Santa Lucía de Guatemala
Caribbean Club Shield: Participaciones en 2021, 2023 (invictos, ganadores del Grupo A y semifinalistas), y 2024
Estas actuaciones han proyectado al club y a sus jugadores internacionalmente, logrando fichajes en España, Italia, Argentina, Guatemala y Estados Unidos, entre otros.
El equipo femenino de Metropolitan también ha sido protagonista, siendo subcampeón de la Liga Puerto Rico Femenina en 2018–19 y semifinalista en 2023.
Bajo la dirección técnica de Jorge A. Silvetti, Metropolitan ha desarrollado un estilo de juego moderno basado en posesión, presión alta y protagonismo ofensivo, elevando el estándar del fútbol en Puerto Rico y sirviendo como referente regional de club formativo y competitivo.

## Entrenadores
- Jorge Silvetti (2015-)[2]

## Palmarés

### Torneos Nacionales
- Liga Puerto Rico (5):2016, 2018-19, 2022, Apertura 2022/2023, Clausura 2022/2023